# Uskrsni proglas
Uskrsni proglas je dokument koji su izdali Irsko republikansko bratstvo i Irska građanska vojska tijekom Uskrsnog ustanka koji je trajao od 22. travnja do 29. travnja 1916. godine. Tiskan je prije početka ustanka. Pročitao ga je Padraig Pearse.
Službeno se zove Proglas Republike. Njegovih potpisnika ima sedam, a prvi je Tom Clarke.
Tražili su opće pravo glasa, izjavljivali da, iako neizabrani, predstavljaju volju naroda te su proglasili Vojni Odbor Irskog republikanskog bratstva „Privremenom Vladom Republike Irske”. Proglasili su i nezavisnost Irske od Velike Britanije. Predsjednikom države proglašen je Pearse. Proglas je poznat i po potpisnicima. Načela proglasa poslužila su kasnijim irskim političarima (pr. poziv na republički ustroj). Ustanak je označavao novi val pokušaja stjecanja nezavisnosti od Velike Britanije. 